# NGC 4149
NGC 4149 (NGC 4154) je spiralna galaktika u zviježđu Velikom medvjedu. Naknadno je utvrđeno da je NGC 4154 ista galaktika.

## Vanjske poveznice
- (eng.) SEDS: NGC 4149
- (eng.) Revidirani Novi opći katalog
- (eng.) Izvangalaktička baza podataka NASA-e i IPAC-a
- (eng.) Astronomska baza podataka SIMBAD
- (eng.) VizieR